# Vajthó László
Vajthó László (Nagymajtény, 1887. június 21. – Kecskemét, 1977. december 23.)  irodalomtörténész, műfordító, szerkesztő, pedagógus, az irodalomtudományok kandidátusa (1952).

## Élete
Vajthó László 1887. június 21-én született a Szatmár vármegyei Nagymajtényban. A kolozsvári, gráci és jénai egyetemen tanult, magyar–német szakos tanári diplomát szerzett, majd Párizsban folytatta tanulmányait.
Gimnáziumi tanár volt Szatmárnémetiben, Lugoson, Liptószentmiklóson (1911), 1919-1920-ban magyar irodalmat tanított az Árpád Gimnáziumban. 1920-25 között Budapesten a Verbőczi Gimnázium tanára lett. Működésének nagy részét 1920-1925 között azonban a budapesti Berzsenyi Dániel Gimnáziumban töltötte.
Diákjai segítségével kiadta a magyar irodalom több, addig kiadatlanul rejtőző fontos kútfőjét. A Bessenyei-kiadásaival (Hunyadi, 1929, Tariménes utazása, 1930) kezdődő sorozatot folytatta a Magyar irodalmi ritkaságok kiadásával (Budapest, 1930–44), amelyben az ország különböző iskoláinak diákjai, tanáraik vezetésével kutatták fel és rendezték sajtó alá a kutatás számára azóta is nélkülözhetetlen forráskiadványokat, összesen 63 művet. Az általa szerkesztett A tanítás problémái c. sorozatban jelent meg a Tanulók szerepe az irodalomkutatásban (1934) és Könyvnélküliek (1936) című két tanulmánya.
1935-ben egyetemi magántanár a debreceni tudományegyetemen, majd nyilvános rendkívüli tanár lett.
1950-ben formálisan nyugalomba vonult, azonban ténylegesen 75 éves koráig tanított. Mint tanácsadó számos pedagógiai és népművelési tervezet kidolgozásában vett részt. 89 éves korában még aktív műfordító volt.
Kecskeméten, 90 évesen, 1977. december 23-án érte a halál.

## Munkássága
Tanári, irodalomtörténészi és ismeretterjesztő munkája mellett műfordítói tevékenységet is folytatott.
1916-ban jelent meg Német anthológia 1150–1900 című kötete, amelyben formailag és tartalmilag egyaránt mintaszerű fordításokban adott áttekintést a német költészet évszázadairól.
Később egy-két Gerhard Hauptmann-mű tolmácsolásán kívül főleg klasszikus francia regényeket fordított (Zola: Nana, Verne-regények). A hivatalos kultúrpolitika Ady-ellenessége ellenére elérte, hogy Adyról írt disszertációja (Én, Ady Endre, Szeged, 1929) alapján avassák a magyar irodalom doktorává.
Konzervatív folyóiratokban (Protestáns Szemle, Napkelet, Budapesti Szemle) is a kortárs haladó költészetet népszerűsítette. Antológiákat szerkesztett (Mai magyar múzsa, Budapest, 1930; Új magyar költők, Budapest, 1936; Mai magyar költők, Budapest, 1941).
Irodalomtörténeti munkássága középpontjában Reviczky Gyula, majd néhány évtizeden át Bessenyei György és a magyar felvilágosodás állt.
Számos részlettanulmánya mellett Bessenyei (Budapest, 1947) című könyve mintegy összegezése a haladó irodalmi-gondolkodásbeli hagyományok népszerűsítése érdekében végzett munkásságának. Közben szórványosan szépirodalmi tevékenységet is folytatott.
Szellemes epigrammái idős korában jelentek meg az Élet és Irodalom, a Jelenkor és az Alföld hasábjain. Szépprózai művei közül jelentősek tanári pályájáról szóló emlékezései: Húsz évem a Markóban (Budapest, 1946), Tanári pályám emlékezete (Budapest, 1969), regénykísérletei is pedagógus-önéletrajzi jellegűek.

## Műveinek listája
- Német anthológia 1150–1900, 1916
- Én, Ady Endre. Szeged, 1928
- Magyar költők. Szemelvények hétszáz esztendő dalterméséből. Két kötet. Budapest, 1928 (Zlinszky Aladárral)
- Mai magyar Múzsa. Antológia. Budapest, 1930
- Két költői nemzedék arca. Budapest, 1935
- Új magyar költők. Budapest, 1936
- Mai magyar költők, Budapest, 1941
- Húsz évem a Markóban. Budapest, 1946
- Bessenyei, Budapest, 1947
- Tanári pályám emlékezete. Budapest, 1969